# 米子機場站

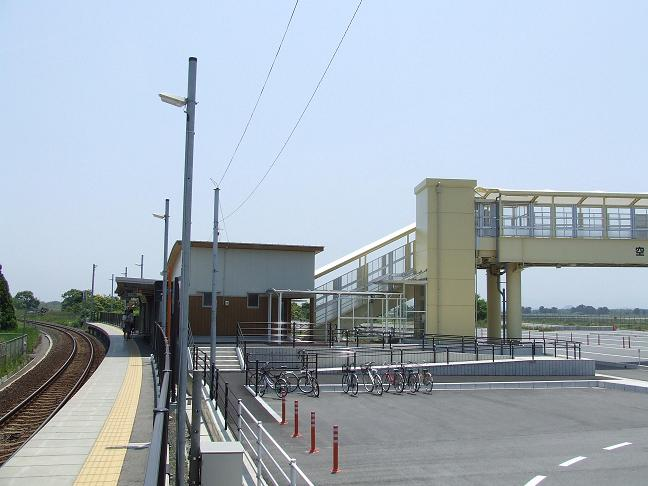
車站大樓對面的行人天橋

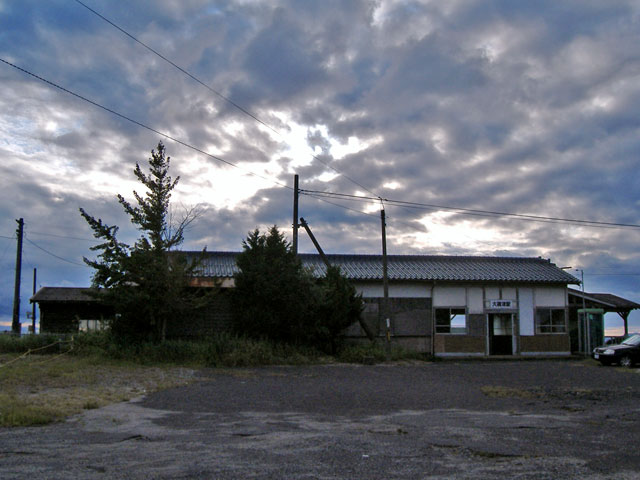
遷移前的大篠津站車站大樓

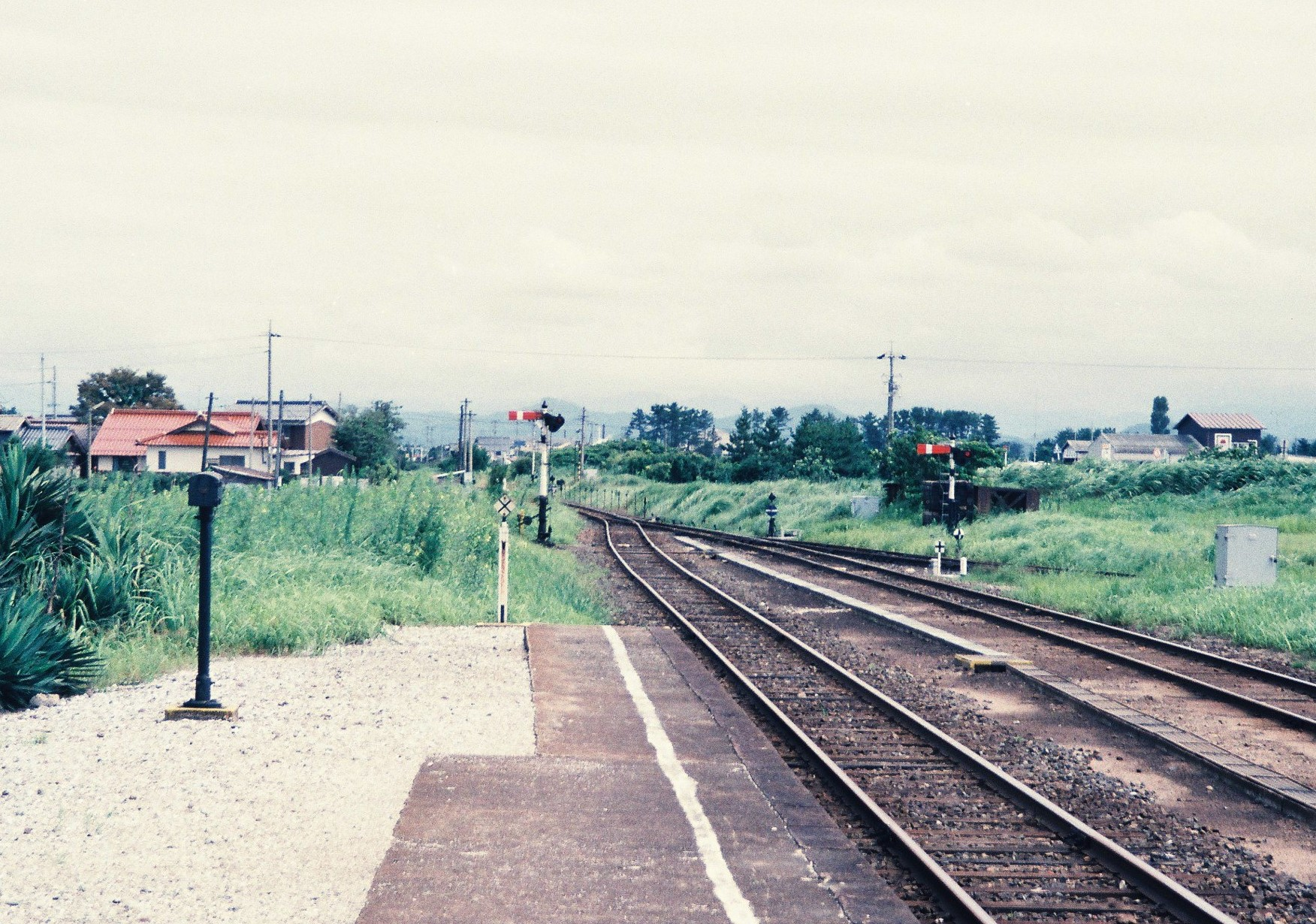
由於車站鄰近米子機場，因此舊大篠津站的臂木式號誌機比較矮（1988年7月29日）

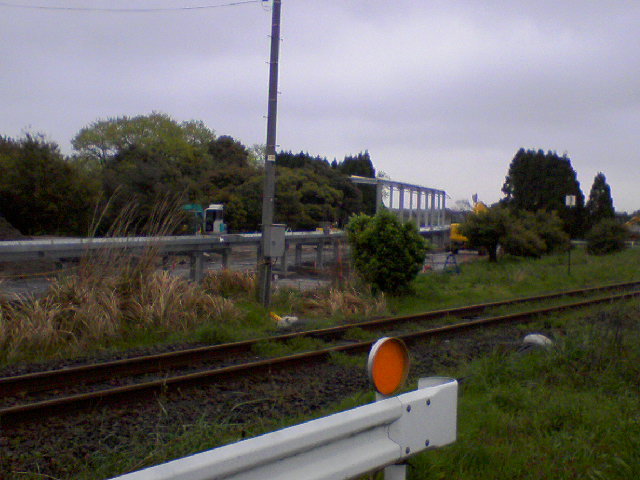
建設中的米子機場站（2008年4月18日）。前方的路軌為舊線，後方為新線。

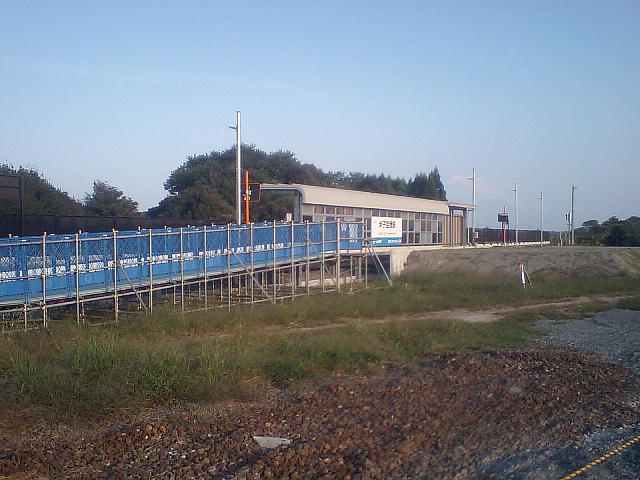
車站啟用後的車站全景（2008年10月19日）

米子機場站（日语：／ Yonago-Kūkō eki */?）是位於鳥取縣境港市佐斐神町，西日本旅客鐵道（JR西日本）境線的車站。車站愛稱（妖怪）為足音先生站。

## 歷史
隨著境線開通，大篠津站也同時啟用。在後年弓濱站、余子站和和田濱站啟用前，大篠津站除了服務大篠津村村民外，車站也最接近和田村、崎津村、中濱村、富益村，夜見村、彥名村、渡村之部分地區也鄰近此站。
大篠津後來成為“基地、飛行場之町”。在1943年（昭和18年），海軍航空隊美保基地（現時：美保飛行場、米子機場）和預科練完成。當時，縣內外人都稱為「大篠津之飛行場」，全國來說比較知名，直至戰爭結束為止。而大篠津站是最近飛行場的車站，成為了該處的玄關口。
大篠津站周邊與站前通上曾經有許多商店、民居、歌舞廳等設施，在戰爭結束後一直比較繁榮。但是隨著昭和50年代美保飛行場進行跑道替換工程，除了車站以外的建築物均集體遷移，變成空地。而舊大篠津站周邊的地方繼續由防衛設施廳管理。在車站遷移前，車站周邊沒有居民。在2005年度（平成17年度）1日上下車人次只有4人。但是在美保基地舉行航空祭時，卻有很多人到訪此站。
隨著美保基地進行擴展工程，車站向境港一方遷移800米，新站位於新線上。在2008年（平成20年）6月15日改名為米子機場站，而車站所在地由米子市變成境港市。
另外，由於當地居民希望保留大篠津這個車站名稱，因此把鄰站御崎口站改名為大篠津町站。

### 年表
- 1902年（明治35年）11月1日 - 大篠津站啟用。
  - 當時車站地址為鳥取縣西伯郡大篠津村（日语：大篠津村）。
- 1909年（明治42年）10月12日 - 制定路線名稱，成為境線車站。
- 1954年（昭和29年）6月1日 - 大篠津村編入至米子市（第一次），車站地址變為鳥取縣米子市大篠津町（日语：大篠津町）。
- 1955年（昭和30年）1月14日 - 鳥取縣米子市的美保基地內一架無人機（無線操縱）墜落在車站內。站內1人重傷。
- 1987年（昭和62年）4月1日 - 伴隨國鐵分割民營化，車站由西日本旅客鐵道（JR西日本）營運。
- 2005年（平成17年）3月31日 - 隨著米子市（第二次）成立，車站地址變為鳥取縣米子市大篠津町。
- 2008年（平成20年）
  - 3月15日 - 列車交會設備停止使用。設備遷移至鄰站中濱站。
  - 6月15日 - 隨著進行米子機場跑道延長工程，車站鄰近的路軌區間使用新線。車站向境港一方遷移800米（新站位於內境港市）。同時改名為米子機場站。
    - 車站地址變為鳥取縣境港市佐斐神町（日语：佐斐神町）。
- 2009年（平成21年）4月 - 連接候車室、此站與米子機場客運大樓的有蓋行人天橋開始使用[2]。
- 2019年（平成31年) 3月16日 - 車載型IC出入閘機開始使用，此站開始可以使用IC卡「ICOCA」[3]。

## 車站構造
車站是一座地面車站，設有1面1線的單式月台。前往境港方向的列車會開啟左邊車門。此站是由米子站管理的無人車站（有日本機場鐵路車站中為唯一無人車站）。在車站遷移當初設有臨時通道連接機場客運大樓，後來建設了一條有蓋行人天橋連接該處。同時站內設有可容納40人的候車室。在2011年（平成23年）1月設置了自動售票機。
在2017年7月24日起，於米子機場內的詢問處中發售了單程車票（常備券），發售車票分別有190日圓區間（上道站至境港站之間各站，弓濱站）、240日圓區間（後藤站至米子站之間各站）和770日圓區間（中山口站、武庫站、松江站）。
在遷移車站的舊·大篠津站（35°29′43.8″N 133°15′5.3″E / 35.495500°N 133.251472°E）是一座地面車站，設有2面2線的相對式月台。在2008年（平成20年）3月15日實施時間表修正後，車站內只使用靠近車站大樓的月台，車站內變成只使用1面1線的單式月台。隨著此站的列車交會設備停用，鄰站中濱站設置列車交會設施。
舊大篠津站與現時的米子機場站同樣為無人車站。舊站的古老車站大樓一直存在，直至車站遷移一刻。另外，由於境線於此站（舊大篠津站）起沒有列車交會車站，因此舊大篠津站的閉塞方式於該站改變。
此站是臨時快速港快車停車站。

## 使用狀況
以下為近年一日平均上下車人次列表：
| 上下車人次變化      | 上下車人次變化 |
| 年度                | 1日平均人次    |
| ------------------- | -------------- |
| 2007年 大篠津站時代 | 4              |
| 2008年              |                |
| 2009年              |                |
| 2010年              |                |
| 2011年              | 161            |
| 2012年              | 190            |
| 2013年              | 231            |
| 2014年              | 298            |
| 2015年              | 292            |
| 2016年              | 284            |
| 2017年              | 344            |
| 2018年              | 388            |

## 車站周邊
- 美保飛行場（米子機場）

在車站遷移後，從車站步行至米子機場客運大樓需時只要5分鐘。當中原本需要在地面橫過許多馬路，現時建設了有蓋行人天橋（設有升降機）。
在車站遷移前，中濱站比較接近米子機場（步行15分鐘）。於舊大篠津站前往機場客運大樓時需要繞過機場外圍，需要較多時間步行至該處。

## 其他
- 在ICOCA的使用記錄中，此站會標記為「米子空」。

## 相鄰車站
西日本旅客鐵道
 境線
大篠津町－米子機場－中濱

## 注腳
1. 1 2  柏樹利弘. . 朝日新聞 (朝日新聞社). 2015-05-21: 朝刊 鳥取全県版 （日语）.
2. ↑  . 日本海新聞（日语：日本海新聞）(存檔). 2009-04-08  [2011-11-22]. 原始内容存档于2009-04-09 （日语）.
3. ↑   （页面存档备份，存于）（日語）
4. ↑  新サービスのご案内(JR乗車券販売) （页面存档备份，存于）（日語） - 米子機場大樓株式會社，2017年7月26日。
5. ↑  国土数値情報(駅別乗降客数データ)2011-2015年  （页面存档备份，存于）（日語） - 國土交通省，2019年7月4日參閲
6. ↑  国土数値情報　駅別乗降客数データ  （页面存档备份，存于）（日語） - 國土交通省，2020年9月13日參閲
7. ↑   (PDF). 米子市: 7. 2009年2月  [2011-11-22]. （原始内容存档 (PDF)于2021-10-06） （日语）.

## 外部連結
- 米子機場｜車站資訊：JR出門網 - 西日本旅客鐵道（日語）